# Adam Ignaz Valentin Heunisch

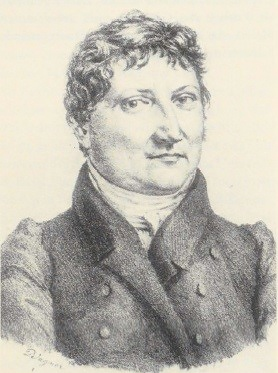
Adam Ignaz Valentin Heunisch

Adam Ignaz Valentin Heunisch (* 16. Oktober 1786 in Ettlingen; † 4. März 1863 in Baden-Baden) war ein großherzoglich badischer Ministerialbeamter, der Pionierarbeit in der Landesbeschreibung und Statistik leistete.

## Familie
Heunisch war ein Sohn des badischen Beamten Carl Anton Heunisch († 1838). Karl Friedrich Heunisch, der während der badischen Revolution 1849 für wenige Tage Finanzminister der provisorischen Revolutionsregierung war, war ein Sohn von Heunisch.

## Leben
Heunisch begann ein Studium in Heidelberg, das er aus finanziellen Gründen bald abbrechen musste. Er verdiente seinen Lebensunterhalt als Musiker und Theatermann. 1813 konnte er in der Verwaltung des badischen Kriegsministeriums eine Laufbahn beginnen und brachte es bis 1841 vom Diurnist zum Oberrevisor im Kriegskommissariat des Departments des Kriegs. Am 27. April 1841 wurde ihm der Charakter als Kriegs Kommissar erteilt. und am 14. Mai 1842 wurde er dann „wegen anhaltender Kränklichkeit“ in den Ruhestand versetzt.
Er publizierte eine Anzahl von geografisch-statistischen Schriften insbesondere über das Großherzogtum Baden. Dabei arbeitete er auch mit Aloys Schreiber und Joseph Bader zusammen. Für seine Arbeiten wurde Heunisch mit der Ehrenmedaille der Pariser Société de Géographie ausgezeichnet. In Baden erhielt er 1841 die Dienstauszeichnung 2. Klasse für Offiziere.

## Werke
- Kleine Geographie und Statistik des Großherzogthums Baden für Freunde des Vaterlandes und besonders zum Gebrauche in Schulen. Karlsruhe 1821.
- Geographisch-topographische Beschreibung des Großherzogthums Baden: nach den Bestimmungen der Organisation vom Jahre 1832 größtentheils nach officiellen Quellen : nebst einer ausführlichen Karte des Großherzogthums Baden, nach der neuen Kreis-Eintheilung, mit Zufügung der Nachbarstaaten und mit Angabe der Poststationen und Stundenentfernungen. Heidelberg 1833.
- Beschreibung des Großherzogthums Baden. Stuttgart 1836.
- Handbuch für Reisende im Großherzogthum Baden, mit besonderer Berücksichtigung der interessantesten Ort, mit Reiserouten und Meilenzeiger. Mit einem Anhang von Alois Wilhelm Schreiber. Mit zwei Karten und vierundneunzig Ansichten. Stuttgart, J. Scheible’s Buchhandlung, 1837.
- Das Großherzogthum Baden, historisch-geographisch-statistisch-topographisch beschrieben. Heidelberg 1856.